# John Vanbiesbrouck
John Vanbiesbrouck (ur. 4 września 1963 w Detroit) – amerykański hokeista, w latach 1991-2002 gracz NHL; reprezentant USA. Po zakończeniu kariery sportowej działa w hokeju jako trener i menedżer.

## Kariera klubowa
- Bishop Gallagher High (1979-1980)
- Sault Ste. Marie Greyhounds (1980-1982)
- New York Rangers (1981-1993)
  - Tulsa Oilers (1983-1984)
- Florida Panthers (1993-1998)
- Philadelphia Flyers (1998-2000)
- New York Islanders (2000-2001)
- New Jersey Devils (2000-2002)

## Kariera reprezentacyjna
- Reprezentant USA na MŚ w 1985
- Reprezentant USA na Puchar Kanady w 1987
- Reprezentant USA na MŚ w 1989
- Reprezentant USA na Puchar Kanady w 1991
- Reprezentant USA na MŚ w 1991
- Reprezentant USA na IO w 1998

## Sukcesy
Indywidualne
- Zdobywca Vezina Trophy w sezonie 1985-1986
- Uczestnik Meczu Gwiazd NHL w sezonie 1993-1994
- Uczestnik Meczu Gwiazd NHL w sezonie 1995-1996
- Uczestnik Meczu Gwiazd NHL w sezonie 1996-1997

Reprezentacyjne
- Srebrny medal z reprezentacją USA na Pucharze Kanady w 1991